# Fatma Şahin

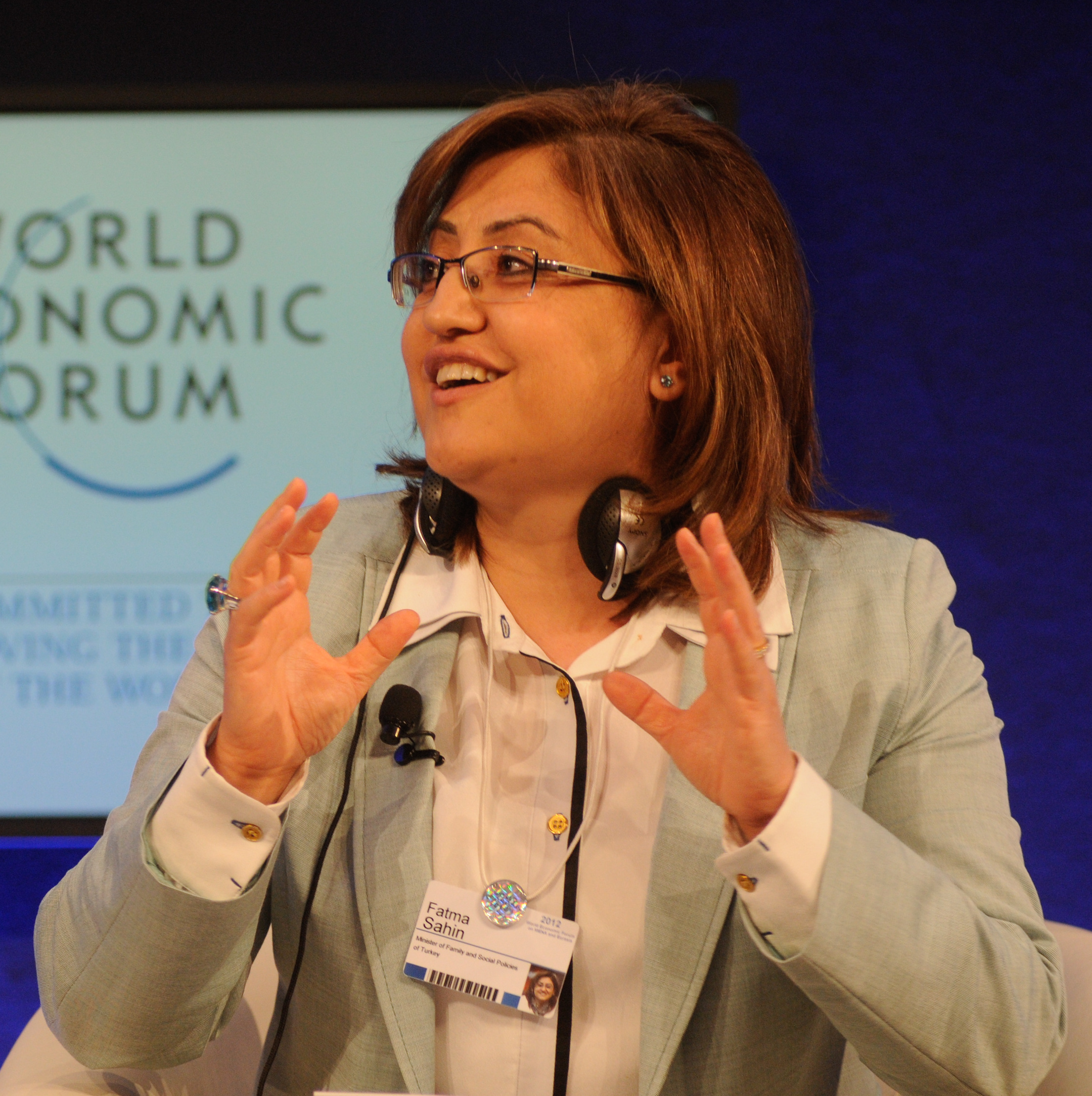
Fatma Şahin auf dem World Economic Forum in Istanbul 2012

Fatma Şahin (* 20. Juni 1966 in Gaziantep) ist eine türkische Chemieingenieurin und Politikerin. Vom 6. Juli 2011  bis 25. Dezember 2013 war sie Ministerin für Familie und Sozialpolitik innerhalb des dritten Kabinetts Erdoğan.
Sie ist seit dem 30. März 2014 die Oberbürgermeisterin der Stadt Gaziantep.

## Leben
Sie wurde 1966 als Tochter von Mustafa und Perihan Şahin geboren. Später studierte sie Chemietechnik an der Technischen Universität Istanbul. Daraufhin arbeitete sie als Ingenieurin und Managerin in der Textilindustrie.
Sie ging gemeinsam mit ihrem Ehemann İzzet Şahin in die Politik und mitbegründete die Partei für Gerechtigkeit und Entwicklung (AKP). Während sie sich aktiv an der Provinzverwaltung beteiligte, wurde sie dreimal als Abgeordnete für ihre Heimatstadt gewählt. Sie war das erste weibliche Parlamentsmitglied, das aus Gaziantep und dem südöstlichen Anatolien gewählt wurde. Fatma Şahin fungierte als Vorsitzende der Frauensektion ihrer Partei.
Nach den Wahlen 2011 war sie die einzige Frau im Kabinett von Premierminister Recep Tayyip Erdoğan. Ihre Nachfolgerin im Amt als Familienministerin wurde am 25. Dezember 2013 Ayşenur İslam.
Sie hat eine Tochter und einen Sohn.

## Songs
- 2021: Annem (mit Kutsi)